# Liste der Monuments historiques in Gondreville (Meurthe-et-Moselle)
Die Liste der Monuments historiques in Gondreville führt die Monuments historiques in der französischen Gemeinde Gondreville auf.

## Liste der Immobilien
| Bezeichnung      | Beschreibung                            | Standort                                | Kennzeichnung | Schutzstatus | Datum | Bild |
| ---------------- | --------------------------------------- | --------------------------------------- | ------------- | ------------ | ----- | ---- |
| Maison des Dîmes | ehemalige Zehntscheune, 16. Jahrhundert | 62–64 rue du Château des Princes (Lage) | PA00125524    | Inscrit      | 1993  |      |

## Liste der Objekte
| Bezeichnung                     | Beschreibung                                         | Standort                                        | Kennzeichnung | Schutzstatus | Datum | Bild |
| ------------------------------- | ---------------------------------------------------- | ----------------------------------------------- | ------------- | ------------ | ----- | ---- |
| Konsole                         | Holz, vergoldet, Marmor, Anfang des 18. Jahrhunderts | in der Kirche Notre-Dame-de-l’Assomption (Lage) | PM54000282    | Classé       | 1965  |      |
| Skulptur Maria lactans          | Stein, farbig gefasst, 15. Jahrhundert               | in der Kirche Notre-Dame-de-l’Assomption (Lage) | PM54000281    | Classé       | 1965  |      |
| Skulptur Sitzende Maria lactans | Stein, farbig gefasst, Ende des 14. Jahrhunderts     | in der Kirche Notre-Dame-de-l’Assomption (Lage) | PM54000280    | Classé       | 1965  |      |